# Poppoya
Pour plus de détails, voir Fiche technique et Distribution.
Poppoya (鉄道員) est un film dramatique japonais réalisé par Yasuo Furuhata et sorti en 1999.

## Fiche technique
- Titre : Poppoya
- Titre original : 鉄道員
- Réalisation : Yasuo Furuhata
- Scénario : Yoshiki Iwama d'après le roman de Jirō Asada
- Musique : Ryōichi Kuniyoshi
- Photographie : Daisaku Kimura
- Montage : Kiyoaki Saitō
- Production : Jun'ichi Shindō et Tan Takaiwa
- Société de production : Asahi shinbun, Nippon Shuppan Hanbai, Shūeisha, Sumitomo Corporation, TV Asahi, Takakura Production, Toei Company, Tohokushinsha Film Corporation et Tokyo FM Broadcasting
- Pays :  Japon
- Genre : Drame
- Durée : 112 minutes
- Dates de sortie : 
  -  Japon : 5 juin 1999

## Distribution
- Ken Takakura : Otomatsu Satō
- Shinobu Ōtake : Shizue Satō
- Ryōko Hirosue : Yukiko Satō
- Hidetaka Yoshioka : Hideo Sugiura
- Masanobu Andō : Toshiyuki Yoshioka
- Ken Shimura : Hajime Yoshioka
- Tomoko Naraoka : Mune Katō
- Yoshiko Tanaka : Akiko Sugiura
- Nenji Kobayashi : Senji Sugiura
- Eiji Bandō : facteur
- Mitsuru Hirata : Kawaguchi
- Renji Ishibashi : le maire
- Kitarō : laitier
- Rie Nakahara : greffier
- Ken Nakamoto : Iida
- Hirotarō Honda : mineur
- Yōji Tanaka : mineur
- Shigeo Kobayashi : machiniste

## Récompenses et distinctions
- 1999 : Nikkan Sports Film Award du meilleur film